# Sotresgudo
Sotresgudo est une commune d'Espagne, dans la province de Burgos, Communauté Autonome de Castille-et-León. 

## Données générales
En 2006, la commune comptait 606 habitants, 120 à la capitale et 133 à Guadilla de Villamar, la localité la plus peuplée de la municipalité.

## Divisions administratives
La municipalité est divisée en six entités administratives :
- Amaya, ancienne ville médiévale
- Barrio de San Felices
- Cuevas de Amaya
- Rebolledillo de la Orden
- Salazar de Amaya
- Sotovellanos

## Formation de la municipalité
Entre le recensement de 1981 et le précédent, le territoire municipal s'est accru par fusion avec Amaya, Barrio de San Felices, Cuevas de Amaya, Guadilla de Villamar, Salazar de Amaya et Sotovellanos.

### Localités
La municipalité est par ailleurs constituée de 5 noyaux de population qui ne constituent pas de division administrative :
- Cañizar de Amaya
- Guadilla de Villamar
- Peones de Amaya
- Puentes de Amaya, sans habitants depuis 1973.
- Quintanilla de Río Fresno

## Demographie
| 1991 |  | 1996 |  | 2001 |  | 2004 |
| ---- |  | ---- |  | ---- |  | ---- |
| 833  |  | 800  |  | 683  |  | 645  |